# Lex Romana Curiensis

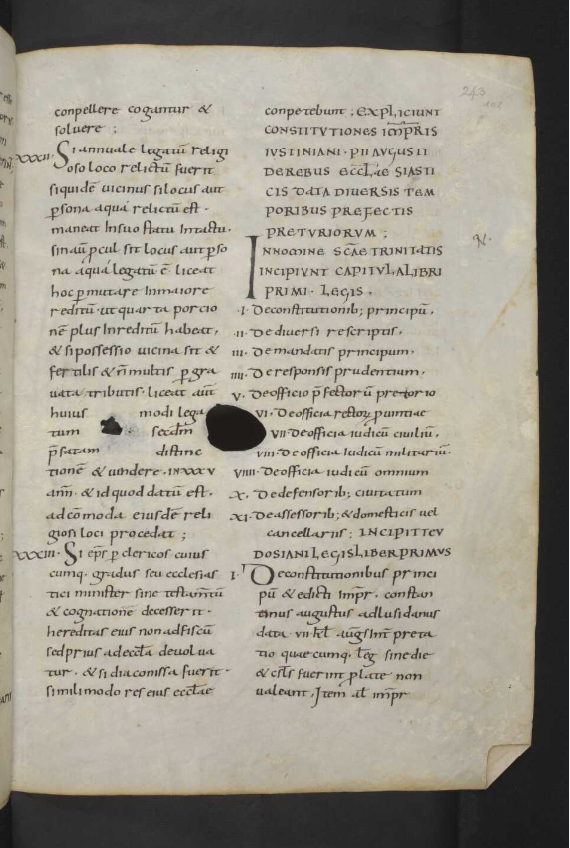
Pagina dove la Lex Romana Curiensis inizia nel manoscritto veronese. L'inizio del testo è al centro della colonna di destra: In nomine s[an]c[t]ae Trinitatis incipiunt capitula libri primi legis (In nome della Santa Trinità iniziano i capitoli del primo libro della legge [...]).

La Lex Romana Curiensis (in italiano Legge romana di Coira), nota anche come Lex Romana Raetica, Lex Romana Utinensis o Epitome Sancti Galli, è un trattato giuridico in latino dell'VIII secolo dalla regione della Churraetia. Non era un codice di legge in vigore, ma un manuale da utilizzare nell'educazione giuridica. Tuttavia, potrebbe essere la base della lex et consuetudo (legge e consuetudini) retica che Carlo Magno confermò all'inizio degli anni 70 del 700.

## Contenuti
La Lex Romana Curiensis è un'epitomizzazione del Breviario di Alarico (506). È diviso in 27 libri. Non tratta tutto il materiale nel Breviario, forse perché la sua fonte era essa stessa una versione esemplificata. Non contiene sezioni su alcune delle cosiddette Sentenze di Paolo, il Codex Gregorianus, il Codex Hermogenianus o il Responsa di Papiniano. Le differenze tra la Lex e il Breviario non derivano dalle scelte retoriche dell'ideatore del primo, ma dalle carenze nella sua formazione giuridica, in quanto non comprendeva appieno il diritto romano. La Lex viene quindi solitamente presentata come un esempio di diritto volgare consuetudinario della Roma occidentale impegnata nella scrittura.
Ad esempio, la Lex cita il diritto romano delle citazioni del 426, ma mentre la legge originale dice che i giudici dovrebbero seguire l'interpretazione maggioritaria della legge e dove non c'era quella papiniana, il redattore della Lex dice che vince la causa colui che porta la maggior parte dei giurati in tribunale e che il legame dovrebbe essere deciso a favore di chiunque possa citare la Lex Papianus, cioè la Lex Romana Burgundionum. In altre parti, il testo reca segni di influenza giuridica germanica.

## Origini e storia del manoscritto
La data e il luogo di composizione della Lex Romana Curiensis sono controversi, sebbene la maggior parte degli studiosi oggi privilegia un'origine nella Churraetia dell'VIII secolo. I primi studiosi collocano la sua composizione ovunque tra la metà dell'VIII secolo e la metà del IX, mentre il luogo di redazione potrebbe essere stato in Churraetia, nel regno longobardo, in Istria o nella Germania meridionale. Secondo Paul Vinogradoff «è una dichiarazione consuetudine giuridica, redatta per la popolazione romanza della Svizzera orientale, e utilizzata anche nel Tirolo e nel Nord Italia». Gli studiosi moderni preferiscono una data dell'inizio dell'VIII secolo. Lo storico croato Lujo Margetić afferma che fu prodotto sotto Carlo Magno intorno all'803 come "manuale giuridico" per le terre dell'ex khanato Avaro.
La Lex Romana Curiensis è conservata integralmente in tre manoscritti e due frammenti. Due dei manoscritti sono stati realizzati in Churraetia e sono ora negli archivi dell'abbazia di Pfäfers e dell'abbazia di San Gallo. L'altro è originario di Verona, anche se fu conservato per lungo tempo prima ad Aquileia e poi a Udine, da dove fu portato da Gustav Friedrich Hänel in Germania nel 1867, in modo illegale, secondo Luigi Einaudi. Da allora risiede a Lipsia. La copia del manoscritto veronese è stata associata al regno di Lamberto II di Spoleto in Italia. I due testi frammentari sono entrambi milanesi.
L'editio princeps della Lex Romana Curiensis fu pubblicata da Paolo Canciani nel 1789 dal manoscritto di Verona. Poiché l'opera non aveva un titolo nel manoscritto, le diede il nome Lex Romana con cui è stata conosciuta da allora. Lo classificò tra le leges barbarorum (leggi dei barbari).

## Edizioni
- Paolo Canciani (ed.). "Lex Romana". Barbarorum leges antiquae cum notis et glossariis, Vol. 4, pp. 469–510. Venezia, 1789.
- Karl Zeumer (ed.). "Lex Romana Raetica Curiensis". Monumenta Germaniae Historica, Leges V, pp. 289–444. Hanover, 1888.
- Elisabeth Meyer-Marthaler (ed.). Die Rechtsquellen des Kantons Graubünden: Lex Romana Curiensis. Aarau, 1959.